# Павутинник мінливий
Павутинник мінливий (Cortinarius multiformis (Secr. ex Fr.) Fr.) — їстівний гриб з родини павутинникових — Cortinariaceae.
Шапка 4-8 см у діаметрі, з білою кортиною, напівсферична, потім опукло- або плоскорозпростерта, вохряно-жовта, жовтувата, білувато- або сірувато-жовта. Пластинки спочатку кремово-білі, потім сірувато-рудуваті. Спори 8-9 Х 5-6 мкм, іноді 11-5,5 мкм, дрібнобородавчасті. Ніжка 5-7 Х 1,5-2,5 см, біла, згодом жовтувата, суха. М'якуш шапки білий, ніжки білий, з часом жовтуватий, біля основи коричнюватий, при розрізуванні на повітрі не змінюється, з приємним запахом, іноді без нього.
Поширений по всій Україні. Росте у хвойних і листяних лісах. Збирають у серпні — жовтні. Добрий їстівний гриб. Використовують свіжим.